# Bataille de Komaki et Nagakute
La bataille de Komaki et Nagakute (小牧・長久手の戦い, Komaki-Nagakute no Tatakai) est une succession de batailles au cours de l'année 1584 entre les forces de Hashiba Hideyoshi (le futur Toyotomi Hideyoshi en 1586) et celles d'Oda Nobukatsu et Tokugawa Ieyasu. Hideyoshi et Ieyasu ont tous deux servi Oda Nobunaga et n'étaient pas en conflit auparavant, ce sera en fait leur seule période d'hostilité. Bien que cet épisode de l'histoire est plus communément connu par les deux batailles les plus importantes, l'événement est aussi parfois appelé Campagne de Komaki (小牧の役 Komaki no Eki).

## Contexte
En 1583, à la bataille de Shizugatake, Hideyoshi soutient Nobukatsu, second fils d'Oda Nobunaga, et défait Shibata Katsuie, qui soutient Nobutaka, troisième fils de Nobunaga. Après avoir remporté la bataille, Hideyoshi invite Nobukatsu et d'autres généraux à sa résidence du château d'Osaka qu'il vient de terminer cette même année. La signification d'une telle invitation est que tous les hommes rendent hommage à Hideyoshi, ce qui renverse les rôles entre Hideyoshi et Nobukatsu. Par conséquent, Nobukatsu rompt ses liens avec Hideyoshi et ne se rend pas au château d'Osaka. Hideyoshi offre la réconciliation à trois des principaux serviteurs de Nobukatsu (Tsugawa Yoshifuyu, Okada Shigetaka et Azai Nagatoki), ce qui fait naître des rumeurs selon lesquelles ils sont tous en faveur de Hideyoshi. En retour Nobukatsu suspecte les trois hommes dont il ordonne l'exécution le sixième jour du troisième mois. Ce développement donne à Hideyoshi une justification pour attaquer Nobukatsu et, en conséquence, ce dernier demande à Ieyasu des forces auxiliaires. Le lendemain, quand Ieyasu envoie ses forces à la bataille, cela devient une bataille entre Hideyoshi et Ieyasu.

## Ordre des événements
La première de ces batailles qui se déroule sur le mont Komaki est appelée « Bataille de Komaki ». Le reste des combats ont lieu autour de Nagakute et donnent les noms modernes de ce conflit.

### Bataille de Haguro

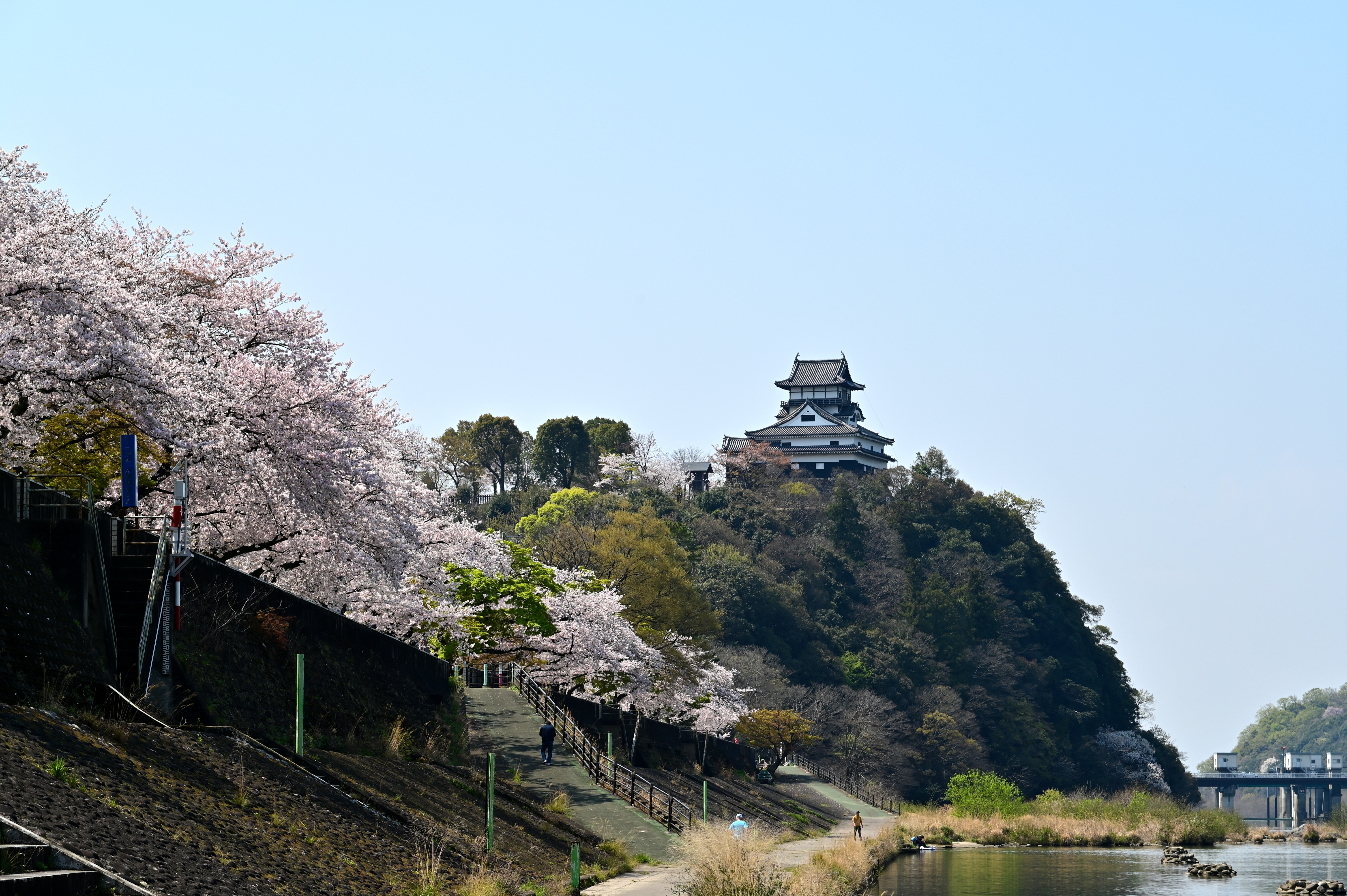
Château d'Inuyama sur une falaise

Le treizième jour du troisième mois, Ieyasu arrive au château de Kiyosu. Ce même jour, des guerriers des vassaux du clan Oda conduits par Ikeda Tsuneoki se rangent du côté de Hideyoshi et s'emparent du château d'Inuyama, construit à l'origine par Oda Nobunaga. Ieyasu est furieux en apprenant cette nouvelle et se précipite vers le château d'Inuyama où il arrive deux jours plus tard. Dans le même temps, Mori Nagayoshi (frère de Mori Ranmaru, mort avec Nobunaga au cours de l'incident du Honnō-ji) commence sa tentative sur le château de Kiyosu. Malgré un féroce feu d'arquebuses des hommes de Mori, Sakai Tadatsugu réussit à le prendre de flanc et attaque Mori à l'arrière. Mori fuit, ayant subi 300 pertes.
Le seizième jour du mois, les forces appelées à soutenir le château d'Inuyama arrivent dans Haguro. Ieyasu, cependant, a déjà connaissance de ces plans et fait déplacer 5 000 hommes à Haguro par Sakai Tadatsugu et Sakakibara Yasumasa le soir même. Tôt le lendemain matin, les troupes de Tadatsugu lancent une attaque surprise sur Nagayoshi dont les hommes s'échappent de justesse après l'assaut. Le dix-huitième, sans crainte de raids des ennemis, Ieyasu reprend le château d'Inuyama et achève les défenses d'abord construites par Hideyoshi.

### Mission à Mikawa

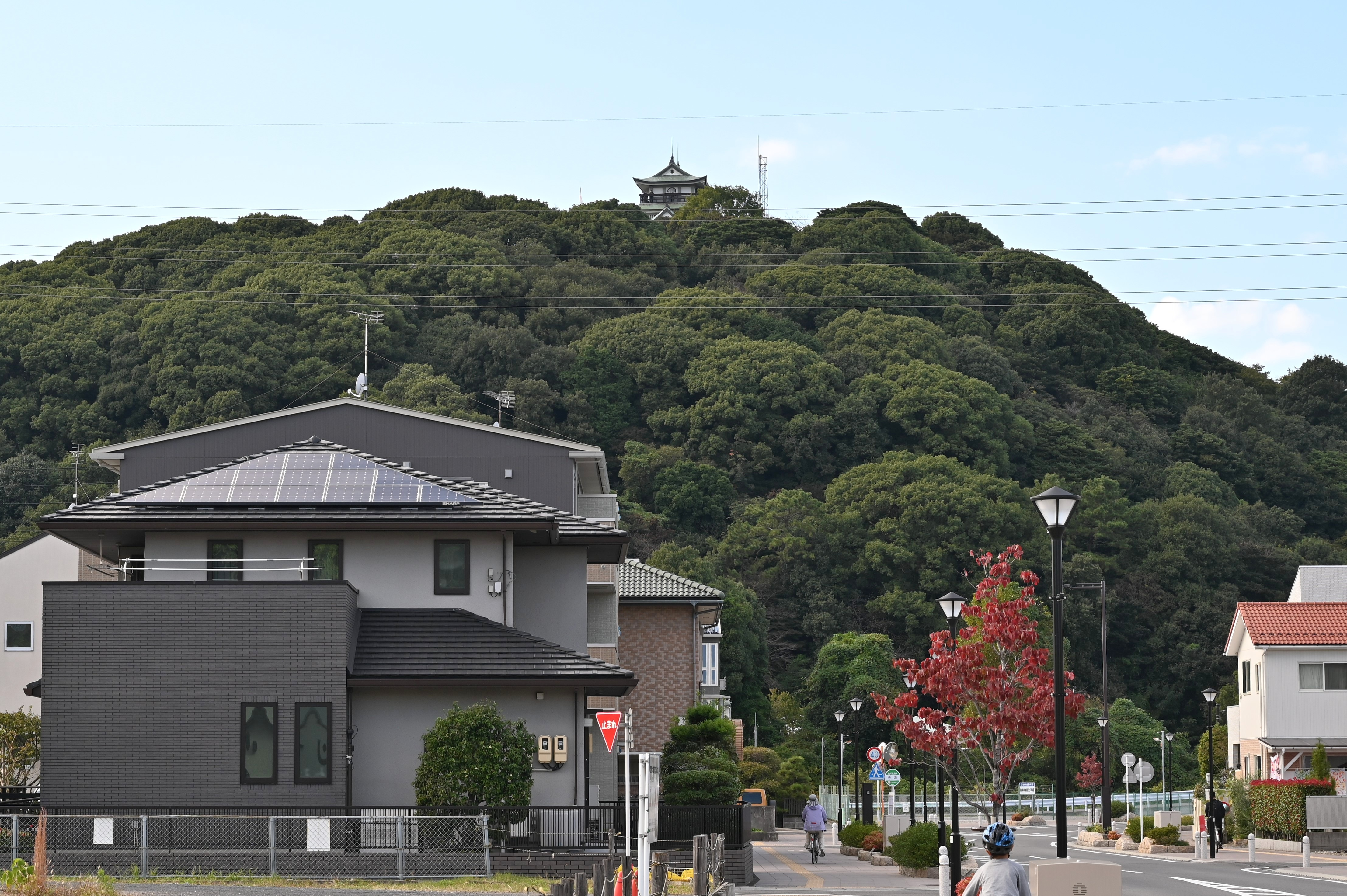
Mont Komaki et château du mont Komaki (non pas le château de Komakiyama)

Hideyoshi et ses troupes quittent ses fortifications du château d'Osaka le 21e jour du mois, arrivent au château d'Inuyama le 27e jour et à Gakuden (aujourd'hui Inuyama ) le 5e jour du mois suivant. Entre son entrée au château de Komakiyama et son arrivée à Gakuden, Ieyasu reste éloigné de la bataille, à l'exception de quelques petites escarmouches ici et là. Hideyoshi est tranquillement installé dans la confiance que lui inspire cette situation, aidé par Tsuneoki qui lui dit : « Ieyasu est maintenant dans le château de Komakiyama, il est loin de sa base principale d'Okazaki et si nous levons nos armes contre lui, nous allons certainement l'emporter ».  L'ambitieux Hideyoshi décide de partir pour Mikawa avec le soutien de Nagayoshi (qui a retrouvé sa réputation à la bataille de Haguro), Tsuneoki (qui était gêné par le mariage de sa fille) et le jeune Hidetsugu (17 ans à ce moment). Toyotomi Hidetsugu a pu réunir 8 000 hommes appuyés par les 3 000 hommes de Hori Hidemasa, les 3 000 hommes de Mori Nagayoshi et les 6 000 hommes de Tsuneoki. Le lendemain, ils partent tous pour Mikawa.

### Bataille du château d'Iwasaki
La bataille du château d'Iwasaki est menée entre les forces de Niwa Ujishige et Ikeda Tsuneoki. Même si ce n'est qu'une partie de la bataille globale de Komaki et Nagakute, elle joue un rôle important dans le résultat final.
Le septième jour du mois, Ieyasu apprend que Hidetsugu a installé son campement à Shinogi (actuelle Kasugai) par des informations fournies par les agriculteurs de la province d'Iga. Il entre au château d'Obata (arrondissement de Moriyama-ku à Nagoya) le lendemain et choisit d'y planter son camp pour la soirée. Tôt le lendemain matin, il envoie à la fois le clan Niwa et les forces de Sakakibara Yasumasa à la poursuite de Hidetsugu et suit peu de temps après avec ses hommes. Hidetsugu reprend sa marche le huitième jour après avoir appris l'entrée de Ieyasu dans le château d'Obata mais le lendemain matin, la situation change très rapidement. Ikeda Tsuneoki mène l'attaque sur le château d'Iwasaki (aujourd'hui Nisshin) mais est rapidement abattu et tombe de son cheval. Embarrassé par sa chute, Tsuneoki oublie la tactique des « attaques ponctuelles suivies de fuites » et commence un assaut complet sur le château. Bien que les défenseurs se battent vaillamment, la forteresse tombe.
Durant la bataille, Mori Nagayoshi, Hori Hidemasa et Hidetsugu font reposer leurs forces dans les villes modernes d'Owariasahi, Nagakute et Nisshin, en attendant les forces en route tandis qu'Ieyasu se rapproche d'eux.

### Bataille de Hakusanmori
Au moment où Ikeda Tsuneoki est abattu et tombe de son cheval au château d'Iwasaki, Toyotomi Hidetsugu déplace ses forces à Hakusanmori (aujourd'hui Owariasahi) pour se reposer, mais c'est là qu'il rencontre les forces de Ieyasu et Sakakibara Yasumasu. Les forces de Hidetsugu sont presque entièrement détruites par l'attaque surprise de Ieyasu. Hidetsugu lui-même est renversé de son cheval mais en obtient un autre et s'échappe. C'est à cette bataille que de nombreux membres du clan Kinoshita (dont Sukehisa, le père de Nene, l'épouse de Hideyoshi) perdent la vie.

### Bataille de Hinokigane
Après la bataille de Hakusanmori, Tokugawa fortifie le mont Komaki, créant de la sorte une position d'impasse. Par conséquent, Ikeda Nobuteru, l'un des principaux commandants de Toyotomi Hideyoshi, décide de commencer à lancer des raids dans la province de Mikawa voisine avec une armée forte de 20 000 éléments. Tokugawa a prévu cela et conduit une troupe à la poursuite de celle de Hideyoshi. Mizuno Tadashige emmène l'arrière-garde de Tokugawa contre la force d'Ikeda et le bruit de la bataille alerte Hori Hidemasa, à la tête de l'une des divisions de Hideyoshi.
Hori Hidemasa emmène alors ses hommes à la défense de ses camarades et prend position dans le village de Nagakute. Il résiste aux attaques initiales de Tokugawa, mais est contraint de se retirer lorsqu'arrive le corps principal de l'armée de Tokugawa, composée de quelque 9 000 guerriers.

### Bataille de Nagakute
La bataille proprement dite commence lorsque les hommes de Ikeda ouvrent le feu avec leurs arquebuses  puis chargent les divisions du clan Ii des forces de Tokugawa. Mori Nagayoshi, autre commandant de Hideyoshi, attend jusqu'à ce que Tokugawa se déplace pour soutenir les Ii, de telle sorte qu'il puisse les flanquer. Cependant, Tokugawa charge plutôt que de balancer autour et évite la manœuvre de flanc. Mori Nagayoshi est abattu de son cheval, ce qui démoralise la force d'Ikeda. La tête d'Ikeda est prise peu de temps après et, malgré l'arrivée de Hideyoshi avec des renforts, Ieyasu décide de se retirer, ne voulant pas risquer de nouvelles victimes, et revient à Komakii.

## Suite
Quand la nouvelle de la perte de la bataille de Hakusanmori arrive dans l'après-midi, les 20 000 hommes de Hideyoshi se précipitent au Ryusen-ji, près du site de la bataille. Plus tard ce soir-là, quand ils apprennent que Ieyasu se trouve au château d'Obata, ils décident d'attaquer le lendemain matin; Toutefois, pendant ce temps, Ieyasu a quitté le château d'Obata, est allé au château de Komakiyama et enfin est revenu au château de Kiyosu. Hideyoshi apprend la nouvelle du départ de Ieyasu peu de temps après et, le dixième jour du quatrième mois, quitte Gakuden; il est de retour au château d'Osaka le premier jour du mois suivant. Le seizième jour du sixième mois, Takigawa Kazumasu attaque le château de Kanie appartenant à Ieyasu mais est repoussé. En conséquence, Kazumasu est démis de ses responsabilités et exclu du groupe d'Ieyasu. Le neuvième jour du neuvième mois, Sassa Narimasa, à la demande de Ieyasu, attaque le château de Suemori situé dans la province de Noto, en expulsant son résident, Maeda Toshiie.

## Noms pour la bataille
Au cours de l'époque d'Edo, le clan Tokugawa et le shogunate désignent ces batailles sous le nom « Bataille de Komaki » (小牧陣 Komaki no Jin). Cependant, il existe aussi des documents qui s'y réfèrent comme la « Bataille d'Iwasakiguchi » (岩崎口の戦い Iwasakiguchi no Tatakai). Un certain emplacement des combats à Nagakute est appelé la « Bataille de Nagakute » (長久手合戦 Nagakute Gassen), mais les deux batailles ont généralement été fusionnées en une seule. Beaucoup d'autres noms ont également été utilisés pour décrire ces batailles, dont certains qui les séparent tandis que les autres les considèrent comme un ensemble. Au cours de la restauration de Meiji, les différents mots japonais pour batailles, campagnes, etc., sont pour la plupart unifiés ce qui conduit parfois à l'appellation « Campagne de Komaki et Nagakute » (小牧・長久手の役 Komaki-Nagakute no Eki). Finalement, « Bataille de Komaki et Nagakute » en est venu à être le nom accepté.

## Source de la traduction
- (en) Cet article est partiellement ou en totalité issu de l’article de Wikipédia en anglais intitulé « Battle of Komaki and Nagakute » (voir la liste des auteurs).